# 第34独立自動車化狙撃旅団 (ロシア陸軍)
第34独立自動車化狙撃旅団（だい34どくりつじどうしゃかそげきりょだん、ロシア語: 34-я отдельная мотострелковая бригада、略称34 омсбр）は、ロシア陸軍の旅団。第49諸兵科連合軍隷下。

## 編制
- 第1001独立自動車化狙撃大隊（軍部隊33182）：山岳歩兵
- 第1021独立自動車化狙撃大隊（軍部隊33228）：山岳歩兵
- 第491独立自走榴弾砲大隊（軍部隊47004）
- 第1199独立偵察大隊（軍部隊33835）：山岳歩兵
- 通信大隊
- 高射ミサイル中隊
- 電波電子戦中隊
- 工兵中隊
- 修理中隊
- 物資保障中隊
  - 荷駄輸送小隊：馬x56
  - 獣医保障所：分隊級
- 衛生中隊
  - 手術・包帯小隊
  - 衛生・後送小隊
- 警備小隊
- 放射線・化学・生物学防護小隊
- 統制小隊：砲兵部長の指揮
- 統制小隊：偵察班長の指揮
- 統制分隊：防空部長の指揮
- 軍楽隊
- 新聞編集部・印刷所
- 演習場
- 糧食・被服局
- 第33特使・郵便勤務局（軍部隊33508）
- 警備犬支隊

## 装備
- MT-LB
- 122mm自走榴弾砲2S1「グヴォージカ」 x18
- 120mm迫撃砲2S12「サニ」 x18
- ZU-23-2 x8